# Nicolas Nova
Pour les articles homonymes, voir Nova (homonymie).
Nicolas Nova, né le 6 décembre 1977 à Roanne et mort le 31 décembre 2024 à Oman, est un socio-anthropologue, chercheur, enseignant et commissaire d'exposition franco-suisse.
Professeur ordinaire à la Haute école d'art et de design de Genève, il enseigne l'ethnographie, l'histoire des cultures numériques et la recherche en design.

## Biographie
Nicolas Nova grandit à Charlieu.

### Études
Après des études en sciences naturelles et en sciences cognitives, il obtient un doctorat en interaction homme-machine de l'École polytechnique fédérale de Lausanne (Lausanne, Suisse) et un autre en sciences sociales de l'Université de Genève,.

### Carrière
Nicolas Nova travaille pour le Near Future Laboratory, une agence de design fiction qu'il a cofondé avec Julian Bleecker. Il est directeur éditorial de la Lift Conférence, de Genève et de Marseille. Il est invité à animer un cours sur les observations et les nouvelles recherches utilisateurs à l'Ensci-Les Ateliers à Paris. Il est ensuite chercheur invité à Art Center College of Design (Pasadena, États-Unis) et à l'École polytechnique de Milan.
Ses thèmes de recherche concernent l'anthropologie des cultures numériques, et plus largement les imaginaires du futur, en particulier à propos de la crise environnementale ainsi que les enjeux de la géolocalisation et son effet sur notre rapport à l'espace,, les nouvelles habitudes liées au numérique, ou la réparation des objets numériques.
En 2024, il cofonde l'agence d’exploration prospective Girardin & Nova.
Dans son ouvrage  Fragments d’une montagne publié en 2023, il dresse à partir de notes de voyage un portrait des métamorphoses des Alpes et comment souvent perçues comme un territoire idyllique et préservé, elles reflètent en réalité les mutations contemporaines, notamment l'effet de la crise environnementale.
Son dernier ouvrage anthume, Persistance du merveilleux. Le petit peuple de nos machines, paru en novembre 2024 aux Éditions Premier Parallèle, est une contribution à l'anthropologie culturelle des techniques et du numérique, qui explore le nouveau bestiaire de nos machines savantes (trolls, mineurs, vers et autres démons), entre néo-mythologie contemporaine et tératologie de notre futur.

### Mort
Le 5 janvier 2025, ses proches annoncent le décès soudain de Nicolas Nova, survenu le 31 décembre 2024 à l’âge de 47 ans. Il a succombé à un malaise cardiaque alors qu’il pratiquait un trekking à Oman. Sa disparition est commémorée par des articles, notamment dans Le Temps, Le Courrier, Les Echos, ActuaLitté et Télérama.

## Publications
- Persistance du merveilleux - Le petit peuple de nos machines, Premier Parallèle, 2024
- Chamonix-sentinelles, avec Sabrina Calvo et Étienne Mineur, les éditions volumiques, novembre 2023  (ISBN 978-2-9550077-1-6).
- Fragments d'une montagne. Les Alpes et leur métamorphose, Le Pommier, 2023 (ISBN 978-2-7465-2669-3).
- The Manual of Design Fiction, Julian Bleecker, Nick Foster, Fabien Girardin & Nicolas Nova, The Near Future Laboratory, 2022  (ISBN 978-0-9905633-1-0).
- Exercices d'observation. Dans les pas des anthropologues, des écrivains, des designers et des naturalistes du quotidien[2], Nicolas Nova, Premier Parallèle, 2022,  (ISBN 9782850611414)
- Écologies du smartphone, Laurence Allard, Alexandre Monnin, Nicolas Nova, Le Bord de l'eau, 2022  (ISBN 978-2356877918)
- A Bestiary of the Anthropocene: On Hybrid Minerals, Animals, Plants, Fungi..., Nicolas Nova & DISNOVATION, Onomatopee, 2021  (ISBN 978-9493148444).
- Enquête / Création en design, Nicolas Nova, HEAD Publishing, 2021  (ISBN 978-2940510474).
- Smartphones. Une enquête anthropologique, Nicolas Nova, Genève: Mētis presses, 2020  (ISBN 978-2-940563-67-8)
- Le miracle Wikipedia, Frédéric Kaplan et Nicolas Nova, édition PPUR, 2016  (ISBN 978-2889151431).
- La culture internet des mèmes, Frédéric Kaplan et Nicolas Nova, édition PPUR, 2016  (ISBN 978-2889151424).
- DADABOT. An Introduction about Machinic Creolization, Nicolas Nova et Joël Vacheron, éd. ID Pure, 2015.
- Beyond Design Ethnography: How Designers Practice Ethnographic Research, Nicolas Nova, Lysianne Léchot-Hirt, Fabienne Kilchör et Sebastien Fasel, éd. SHS Publishing 2014  (ISBN 978-8-89075-944-4).
- 8-bit Reggae: Collision and Creolization, Nicolas Nova, éd. Volumiques, 2014  (ISBN 978-2-9550077-0-9).
- Joypads!: Le design des manettes, Nicolas Nova, Laurent Bolli, éd. Les Moutons électriques, 2013  (ISBN 978-2-36183-095-3).
Joypads!: The design of game controllers, éd. NFL press, 2014  (ISBN 978-1-49732-349-0).
- Futurs ? La panne des imaginaires technologiques, Nicolas Nova, éd. Les Moutons électriques 2014  (ISBN 978-2-36183-173-8).
- Pouvoirs des jeux vidéo : des pratiques au discours (collectif), éd. In Folio 2014  (ISBN 978-2-88474-719-6).
- Les flops technologiques : comprendre les échecs pour innover, Nicolas Nova, FYP Éditions 2011  (ISBN 978-2-916571-57-7).
- A synchronicity: design fictions for asynchronous urban computing, Nicolas Nova et Julian Bleecker, Situated Technologies (2009)  (ISBN 978-0-98009-944-7).
- Les Médias géolocalisés: comprendre les nouveaux paysages numériques, Nicolas Nova, FYP Éditions 2009[12]  (ISBN 978-2-91657-120-1).